# Skogsö (ort)
Skogsö är en bebyggelse på halvön med samma namn i Nacka kommun. Från 2015 avgränsar SCB här en småort efter att tidigare ha ingått i Saltsjöbadens tätort.